# Éric Kahane
Pour les articles homonymes, voir Kahane.
Éric Kahane, né le 29 avril 1926 à Rosoy-en-Multien et mort le 5 octobre 1999 à Clichy,,, est un traducteur, scénariste, adaptateur de pièces de théâtre et metteur en scène français.

## Biographie

### Famille et jeunesse
Éric Kahane est le fils de la Française Marcelle Girodias et de l'éditeur britannique Jack Kahane, et le frère cadet de Maurice Girodias, éditeur et écrivain.
Adolescent au moment du déclenchement de la Seconde Guerre mondiale, son frère Maurice change son nom de famille pour Girodias, le nom de sa mère, car son père est juif. Le jeune Éric quitte Paris pour travailler dans une ferme et reste dans l'ignorance que Kahane est un nom juif, jusqu'à ce que la guerre soit finie, alors qu'il est séparé de tous ses proches. Il croyait ce nom d'origine irlandaise.

### Parcours
Ses connaissances dans le domaine de l'agriculture le mènent tout naturellement à travailler, après la guerre pour le ministère de l'Agriculture français. Il devient un promoteur spécialisé dans les bovins charolais, une race que les Français exportent avec succès dans de nombreux pays, et tout particulièrement en Amérique du Sud. Cependant, il est attiré, tout comme son père et son frère, vers la littérature et se lance dans la traduction. 
Il travaille de nombreuses années au doublage et au sous-titrage de plus de 250 films, dont ceux de Joseph Losey, Stanley Kubrick (Lolita, Orange mécanique), Sydney Pollack, Robert Altman, mais aussi de séries télévisées, comme celle des Monty Python. Il avait installé son matériel de montage à la fois dans son domicile parisien et dans une maison de campagne qu'il partageait avec sa sœur. Il était donc en mesure de faire tout le travail, du montage des mots au suivi du mouvement des lèvres des acteurs à la maison et avec une grande précision.
Directeur artistique du premier volet de la version française de Star Wars en 1977, il impose, comme traduction du titre d'origine, « La Guerre des étoiles » (préféré à « Guerres stellaires », un temps évoqué). Il est aussi à l'origine de la transformation des patronymes de certains héros du film : Yan Solo, Chiquetaba, Dark Vador.

### Reconnaissance
Éric Kahane demeure surtout connu pour ses traductions littéraires, à commencer par la première traduction française de Lolita (1959) de Vladimir Nabokov et du Festin nu (1964) de William Burroughs. Il a traduit et adapté de nombreuses pièces du prix Nobel de littérature britannique Harold Pinter. Il a aussi traduit en anglais quelques romans français, notamment Zazie dans le métro de Raymond Queneau.
Ses traductions ont souvent été signées « E. H. Kahane » (Lolita) ou « Éric H. Kahane ».

## Traductions

### Traductions de l'anglais vers français

#### Pièces d'Harold Pinter
- 1959 : Le Gardien
- 1962 : L'Amant
- 1962 : La Collection
- 1964 : Le Retour
- 1967 : L'Anniversaire
- 1971 : C'était hier
- 1975 : No Man's Land
- 1978 : Trahisons
- 1980 : Le Chauffoir
- 1982 : Victoria Station
- 1982 : Une sorte d'Alaska
- 1996 : Dispersion

#### Œuvres d'autres auteurs
- 1959 : Lolita (Lolita) de Vladimir Nabokov
- 1964 : Le Festin nu (Naked Lunch) de William Burroughs
- 1964 : Sans allusion (Nothing Personal) de James Baldwin
- 1970 : Route étroite vers le grand Nord (Narrow Road to the Deep North) d'Edward Bond
- 1972 : Une drôle de vie (Whose Life is it Anyway?) de Brian Clark

### Traduction du français vers l'anglais
- 1954 : Histoire d'O de Pauline Réage
- 1959 : Zazie dans le métro de Raymond Queneau

### Sous son nom
- Un mariage parisien sous le Directoire[8], Paris, Éditions le Carrousel, 1961
- Spartacus (pièce de théâtre)[9], Paris, L'Avant-scène. Théâtre, 1983

## Adaptation

### Cinéma

#### Films
- 1971 : Orange mécanique[10]
- 1971 : Le Messager
- 1972 : Le Professeur
- 1972 : Le Parrain (1er doublage, avec Jean-François Gaquerel)
- 1972 : L'Assassinat de Trotsky
- 1973 : Maison de poupée
- 1977 : Star Wars, épisode IV : Un nouvel espoir
- 1977 : Trois Femmes
- 1978 : Un mariage
- 1980 : Virus
- 1981 : Quartet
- 1982 : Fanny et Alexandre
- 1984 : Il était une fois en Amérique
- 1985 : À double tranchant
- 1986 : Crocodile Dundee
- 1986 : Aliens, le retour
- 1986 : Karaté Kid : Le Moment de vérité 2
- 1987 : Arizona Junior
- 1987 : Over the Top : Le Bras de fer
- 1987 : Predator
- 1988 : Crocodile Dundee 2
- 1988 : Un prince à New York
- 1988 : Les Liaisons dangereuses
- 1988 : Big
- 1988 : Veuve mais pas trop
- 1989 : Karaté Kid 3
- 1989 : Le Cercle des poètes disparus (co-adaptation avec Philippe Videcoq)
- 1991 : Le Festin nu
- 1991 : Dans la peau d'une blonde
- 1992 : Les Nerfs à vif (co-adaptation avec Philippe Videcoq)
- 1992 : Alien 3
- 1992 : Reservoir Dogs
- 1993 : True Romance (co-adaptation avec Philippe Videcoq)
- 1996 : Un beau jour
- 1997 : Alien, la résurrection

## Nomination
- 1994 : Molière de l'adaptateur